# Gone
Gone je druhé album od finské gothic-alternative metalové kapely Entwine.

## Seznam skladeb
1. „Losing The Ground“ - 4:45
2. „Snow White Suicide“ - 3:50
3. „Closer (My Love)“ - 6:14
4. „New Dawn“ - 3:58
5. „Grace“ - 4:53
6. „Silence Is Killing Me“ - 3:58
7. „Thru The Darkness“ - 6:11
8. „Blood Of Your Soul“ - 7:22